# Билык, Олег Степанович
Оле́г Степа́нович Би́лык (укр. Олег Степанович Білик; род. 11 января 1998, Подволочиск, Тернопольская область) — украинский футболист, вратарь клуба «Эпицентр».

## Клубная карьера

### Ранние годы
Родился в городе Подволочиск, Тернопольская область. Футболом начал заниматься в местной ДЮСШ, затем переехал в областной центр. В 2012 году перешел в молодежную академию «Скалы». С 2014 года и в течение двух следующих сезонов выступал за «Скалу U-19». В июле 2016 переведен в первую команду стрыйского клуба, в футболке которого дебютировал 30 октября 2016 в проигранном (1:2) выездном поединке 16-го тура Первой лиги против «Полтавы». Олег вышел на поле в стартовом составе и отыграл весь матч. В сезоне 2016/17 годов сыграл 7 матчей в Первой лиге, еще 1 поединок провел в Кубке Украины. По итогам сезона стрийский клуб вылетел во Вторую лигу, где стал основным вратарем команды. Сыграл 24 матча во Второй лиге чемпионата Украины. Во время выступлений за стрыйскую команду привлек внимание зарубежных клубов. Побывал на просмотре в клубе MLS «Филадельфия Юнион», однако из-за проблем с документами остаться в США не смог. Также был на просмотре в иранском «Персеполисе», однако решил не подписывать контракт с клубом.

### «Александрия»
Летом 2018 принял приглашение «Александрии». Дебютировал за александрийскую «молодежку» 21 июля 2018 в победном (4:1) выездном поединке 21-го тура молодежного чемпионата Украины против львовских «Карпат» Олег вышел на поле в стартовом составе и отыграл весь матч. Выступал за молодежную команду «Александрии». На официальном уровне дебютировал за александрийцев 25 сентября 2019 в победном (1:0) выездном поединке 3-го квалификационного раунда Кубка Украины против вышгородского «Диназа». Олег вышел на поле в стартовом составе и отыграл весь матч. Сыграл и 30 октября 2019, в победном поединке 1/8 финала Кубка Украины против луганской «Зари». Основное и дополнительное время поединка завершилось с ничейным счетом (1:1). Олег вышел на поле в стартовом составе и отыграл весь матч. А в серии послематчевых пенальти (5:4) отразил два удара в исполнении луганцев (от Владислава Кочергина и Владислава Кабаева). В Премьер-лиге дебютировал 10 ноября 2019 в ничейном (0:0) выездном поединке 14-го тура против донецкого «Олимпика». Уже на 4-й минуте голкипер «красно-черных» получил красную карточку от главного арбитра матча Сергея Бойко, который во время выхода Юрия Панькива за пределы штрафной «увидел» нарушение правил против нападающего «Олимпика» Шахаба Захеди. Поэтому уже на 7-й минуте Билык заменил Максима Задераку, а на 90-й минуте матча получил желтую карточку за задержку времени.

## Карьера в сборной
Вызывался в состав юношеской сборной Украины (до 19), в футболке которой дебютировал 8 октября 2016 в победном (3:0) домашнем поединке юношеского чемпионата Европы (до 19) против сверстников из Латвии. Билык вышел на поле в стартовом составе и отыграл весь матч. В составе юношеской сборной Украины сыграл 3 матча.
В 2019—2020 годах защищал цвета молодежной сборной Украины.